# FS 746
Die Dampflokomotiven der Gattung FS 746 der Ferrovie dello Stato Italiane (FS) waren Schlepptenderlokomotiven, die für den Schnellzugsdienst verwendet wurden.

## Geschichte
Nach dem Ersten Weltkrieg musste der Lokomotivpark der FS mit leistungsfähigeren Baureihen erneuert werden. Weil während des Krieges keine Erneuerungsarbeiten an den Strecken durchgeführt worden waren, konnte die Radsatzfahrmasse auch auf Hauptstrecken nicht über 17 t angehoben werden. Es musste deshalb eine Schnellzuglokomotive mit vier Kuppelachsen gebaut werden, die diese Achslasten einhalten konnte. Sie wurde für schwere Schnellzüge mit Höchstgeschwindigkeit 100 km/h eingesetzt.

## Betrieb
Nach der Ablieferung 1923 wurden die Lokomotiven den Depots in Rom San Lorenzo, Neapel und Florenz zugeteilt, später auch Mailand. Nachdem 1935 die Hauptstrecke Neapel–Rom–Florenz elektrifiziert war, wurden die Maschinen von Rom und Florenz abgezogen und auf die Depots Ancona, Salerno und Reggio Calabria aufgeteilt. Nachdem die Strecke Salerno–Reggio di Calabria 1937 ebenfalls elektrifiziert war, wurden die Lokomotiven nach Sizilien ins Depot Catania verbracht. Während des Zweiten Weltkriegs waren auch einige Lokomotiven dem Depot Turin zugeteilt. Sie kehrten aber bis 1957 zu den Depots von Ancona und Catania zurück, wo sie ihren Dienst Mitte der 1960er-Jahre beendeten.
Die im Museo della Scienza e della Tecnologia in Mailand ausgestellte 746.031 ist die einzige erhaltene Lokomotive der Serie. Sie gilt als technisches Kulturdenkmal der Lombardei. Die 746.038 war lange in Verona hinterstellt, bevor sie in den 2010er-Jahren nach Pistoia überführt wurde.

## Technik
Die Lokomotive FS 746 ist von der Bauart Mikado. Das Fahrwerk besteht aus einem Stahlrahmen, in dem die vier Kuppelachsen gelagert sind. Für Spurführung und Gewichtsverteilung ist vor und hinter den Kuppelachsen je eine Laufachse vorhanden. Die vorlaufende Achse ist zusammen mit der ersten Kuppelachse zu einem Carrello Italiano zusammengefasst.
Der Antrieb erfolgt durch ein Vierzylinder-Heißdampf-Verbund-Triebwerk. Abweichend von den meisten italienischen Verbundlokomotiven wurde nicht die Bauart Plancher, sondern die Bauart von Borris verwendet mit Antrieb auf die dritte Kuppelachse und innen liegenden Hochdruckzylindern.
Die meisten Lokomotiven hatten eine außen liegende Walschaerts-Steuerung, die die Kolbenschieber beider Druckstufen antrieb, einige waren mit Caprotti-Ventilsteuerung ausgerüstet. Diese Lokomotiven waren ursprünglich der Baureihe 747 zugeordnet, erhielten aber 1929 neue laufende Nummern im 100er-Bereich der Baureihe 746.
Nach dem Zweiten Weltkrieg wurden einige Lokomotiven mit Ölfeuerung ausgerüstet.